# 大歷史

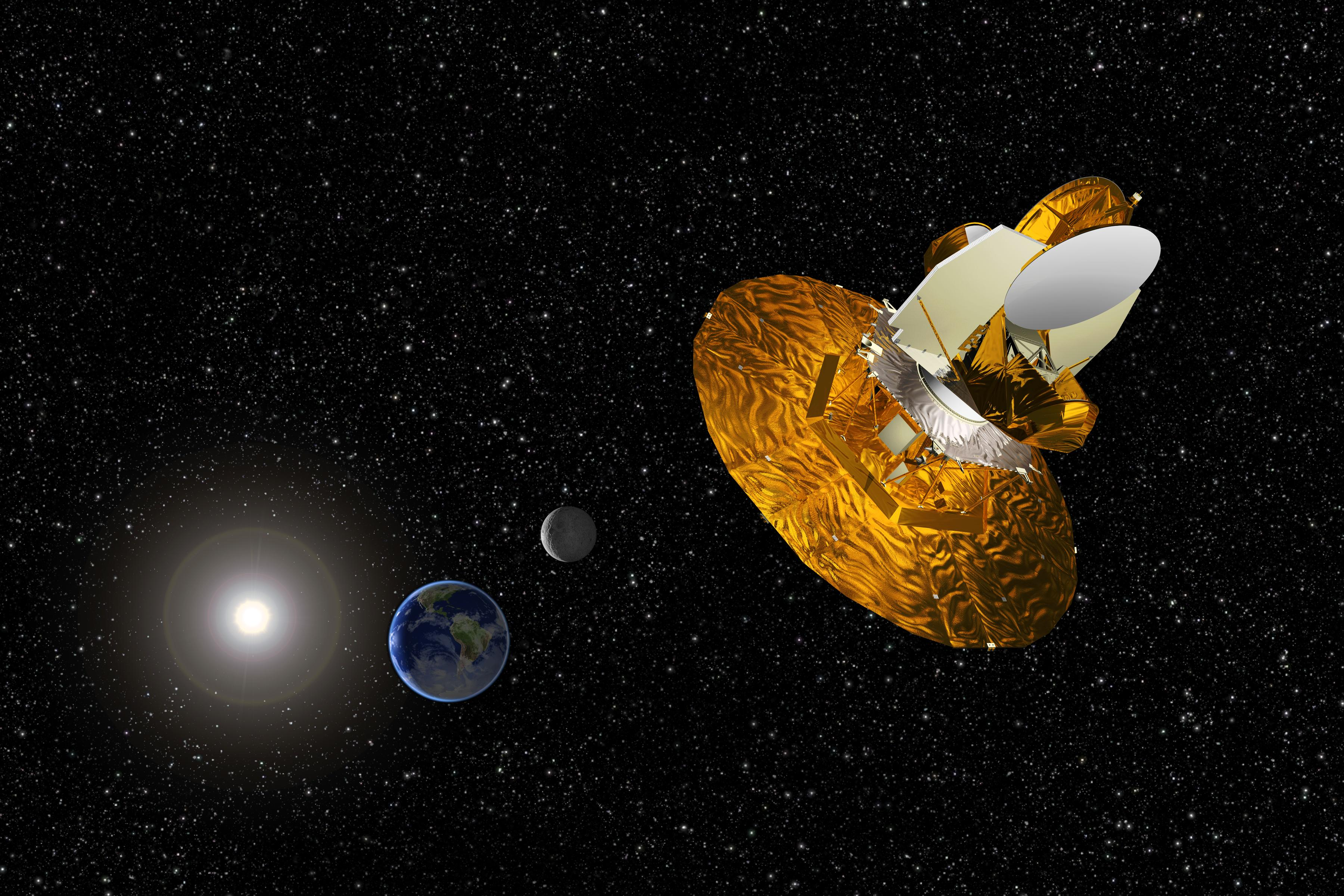
艺术家的描绘了威尔金森微波各向异性探测器卫星收集的数据，以帮助科学家们理解宇宙大爆炸

大历史（英語：Big History）是一个新興學術領域，探索从宇宙大爆炸到現代的歷史。它通過包括科學、人文等多種學科的跨學科方法來檢視長遠的时间框架， 并在更大的背景之下探讨人类存在的意義。 它整合宇宙、地球、生命和人类的研究，使用经验，证据来探索因果关系， 它被講授於大学 和中学 經常使用基于网路的互動式专题來介绍。 此运动涉及澳大利亚麦考瑞大学之历史学家大衛·克里斯欽，他创造了「大的历史」这个词， 并且是由一个「学者的不寻常联盟」所成就。
一个「大历史」的早期例子发现於约翰·肯尼迪在萊斯大學的着名演讲，他將50,000年的人类历史濃縮為半个世纪來講解。 一些历史学家表示对「科学历史」表示怀疑，并认为「大历史」之宣稱沒有独创性。